# Дуе
 Тази статия е за града във Франция.  За селото в Италия вижте Дуе (Италия).  
Дуѐ (на френски: Douai) е град в Северна Франция, департамент Нор на регион О дьо Франс. Разположен е на река Скарп, близо до Лил и границата с Белгия. Той е важен център на въгледобива, химическата и машиностроителната промишленост. Населението на града е около 42 800 души (2006), а на градската агломерация, включваща и Ланс – около 553 000 души (1999).
В града е разположен един от заводите за сглобяване на автомобили на „Рено“, създаден през 1970 година.

## Известни личности
Родени в Дуе
- Андре Вирел (1920 – 2000), психолог
- Джовани Джамболоня (1529 – 1608 г.), флорентински скулптор-маниерист